# Kovács Ildikó (bábszínházi rendező)

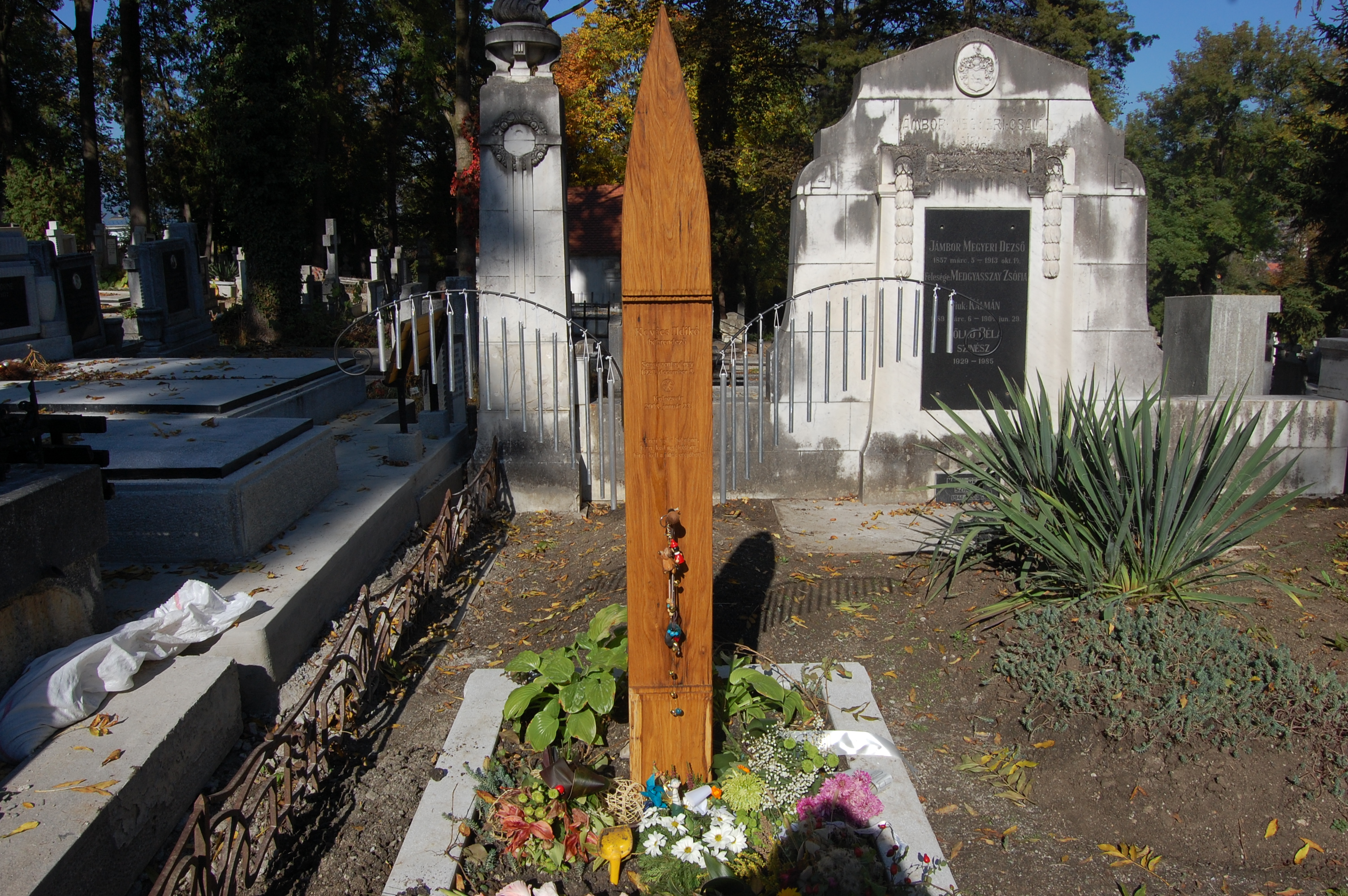
Kopjafája a Házsongárdi temetőben

Kovács Ildikó (Sepsiszentgyörgy, 1927. december 5. – Kolozsvár, 2008. január 24.) bábszínházi rendező, szakíró.

## Életpályája
Középiskolát szülővárosában végzett (1941). 1949-ben szegődött a kolozsvári Bábszínházhoz, majd a nagyváradi Bábszínháznál rendező (1955-58). Visszatérve, kolozsvári munkahelyén működött nyugalomba vonulásáig (1984).
A romániai magyar bábművészet iskolateremtő személyisége. Stilizált népművészeti motívumokból, alapvető idomaira bontott térből alakítja ki valóságsűrítő, fantáziagazdag látványtechnikáját, asszociációs, értelmi részvételre ösztönözve nézőit. Keverve az élő és bábjátékot, előadásainak eleme a játékosság: a homo ludens ősi ösztöneihez szól, s ily módon gyermek és felnőtt nézőit egyaránt látomása részesévé teszi. Számos jelentős író – köztük Csokonai, Tamási Áron, Bajor Andor – bábművét vitte színre. Feledésnek indult klasszikus magyar művészetet tudatosított a közgondolkozásban. Úttörője és serkentője nálunk a pantomim mozgalomnak, létrehozta a kolozsvári Mim 7 csoportot. Az Utunk, Korunk, Művelődés hasábjain megjelent számos tanulmányában, cikkében járult hozzá a korszerű bábművészet elméleti kérdéseinek tisztázásához, a bábjátszás modern szemléletének uralkodóvá tételéhez. Egy szaktanulmányát a svájci Puppenspiel is közölte.
Hazai és külföldi bábfesztiválokon díjazták, Móricz Zsigmond állatmeséiből rendezett bábelőadásáról színes tévéfilm készült Szarajevóban. Már mint nyugdíjas, Hófehérke meséjével, majd a Pinocchio-bemutatással szerepelt a nagyszebeni Bábszínház pódiumán, s a nagyszebeni alkotótáborok csoportjai számára pantomim-forgatókönyveket szerzett (1984-88).
A Házsongárdi temetőben  nyugszik. Kopjafája felirata:
Hinni kell a bábuban,

hinni kell az életében,

hinni kell a játék erejében.

## Kötetei
- A bábszínházi rendezés (Bp. 1974)
- Báboskönyv (válogatás rendezői tanácsokkal és utószóval, Sipos László illusztrációival, 1974)